# Пригоди Доврана
«Пригоди Доврана» — радянський дитячий кольоровий художній фільм 1969 року, знятий режисерами Мурадом Курбанкличевим і Анатолієм Карпухіним на кіностудії «Туркменфільм».

## Сюжет
Пригодницька картина розповідає історію маленького Доврана, який живе з батьком-бакенником на березі Аму-Дар'ї.

## У ролях
- Бяшім Атаханов — Довран
- Нязік Кулієва — Майя
- Мухамед Ходжаєв — Арслан
- Акмурад Бяшімов — Ораз, полювальник (дублював Юрій Саранцев)
- Сарри Карриєв — Чари, полювальник
- Дурди Сапаров — Сапар, полювальник
- Хоммат Муллик — батько Доврана
- Антоніна Рустамова — Джерен, вихователька
- Набат Курбанова — Акгуль, піонервожата
- Р. Муратов — епізод
- П. Бізяєв — епізод
- В. Коротков — епізод
- В. Парінов — епізод
- Вл. Парінов — епізод
- П. Шипилін — епізод
- М. Останова — епізод
- І. Мурзаєва — епізод
- В. Бутенко — епізод
- Є. Журавльова — епізод

## Знімальна група
- Режисери — Мурад Курбанкличев, Анатолій Карпухін
- Сценаристи — Гусейн Мухтаров, Святослав Котенко
- Оператор — Анатолій Карпухін
- Композитор — Чари Нуримов
- Художник — Володимир Артиков